# ISO 3166-2:DZ
ISO 3166-2:DZ là mục nhập cho Algérie trong ISO 3166-2, một phần của tiêu chuẩn ISO 3166 tiêu chuẩn được công bố bởi Tổ chức tiêu chuẩn hóa quốc tế (ISO), trong đó xác định mã cho tên của các đơn vị hành chính quan trọng (ví dụ, tỉnh hoặc tiểu bang) của tất cả các quốc gia được mã hóa theo ISO 3166-1.
Hiện tại đối với Algérie, mã ISO 3166-2 được xác định cho 48 tỉnh.
Mỗi mã bao gồm hai phần, cách nhau bởi dấu gạch nối. Phần đầu tiên là DZ, mã ISO 3166-1 alpha-2 của Algérie. Phần thứ hai là hai chữ số:
- 01–31: các tỉnh được tạo vào năm 1974
- 32–48: các tỉnh được tạo ra vào năm 1983

Các mã cho cả hai nhóm tỉnh được gán theo thứ tự bảng chữ cái tiếng Ả Rập.

## Mã hiện tại
Tên phân khu được liệt kê như trong tiêu chuẩn ISO 3166-2 do Cơ quan bảo trì ISO 3166 (ISO 3166/MA) công bố.
Nhấp vào nút trong tiêu đề để sắp xếp từng cột.

Bản đồ của Algérie với mỗi tỉnh được dán nhãn bằng phần thứ hai của mã ISO 3166-2.

| Mã    | Tên phân khu (ar) (tên thông thường) | Tên phân khu (ar) |
| ----- | ------------------------------------ | ----------------- |
| DZ-01 | Adrar                                | أدرار             |
| DZ-44 | Aïn Defla                            | عين الدفلى        |
| DZ-46 | Aïn Témouchent                       | عين تموشنت        |
| DZ-16 | Alger                                | الجزائر           |
| DZ-23 | Annaba                               | عنابة             |
| DZ-05 | Batna                                | باتنة             |
| DZ-08 | Béchar                               | بشار              |
| DZ-06 | Béjaïa                               | بجاية             |
| DZ-07 | Biskra                               | بسكرة             |
| DZ-09 | Blida                                | البليدة           |
| DZ-34 | Bordj Bou Arréridj                   | برج بوعريريج      |
| DZ-10 | Bouira                               | البويرة           |
| DZ-35 | Boumerdès                            | بومرداس           |
| DZ-02 | Chlef                                | الشلف             |
| DZ-25 | Constantine                          | قسنطينة           |
| DZ-17 | Djelfa                               | الجلفة            |
| DZ-32 | El Bayadh                            | البيض             |
| DZ-39 | El Oued                              | الوادي            |
| DZ-36 | El Tarf                              | الطارف            |
| DZ-47 | Ghardaïa                             | غرداية            |
| DZ-24 | Guelma                               | قالمة             |
| DZ-33 | Illizi                               | اليزي             |
| DZ-18 | Jijel                                | جيجل              |
| DZ-40 | Khenchela                            | خنشلة             |
| DZ-03 | Laghouat                             | الأغواط           |
| DZ-28 | M'sila                               | المسيلة           |
| DZ-29 | Mascara                              | معسكر             |
| DZ-26 | Médéa                                | المدية            |
| DZ-43 | Mila                                 | ميلة              |
| DZ-27 | Mostaganem                           | مستغانم           |
| DZ-45 | Naama                                | النعامة           |
| DZ-31 | Oran                                 | وهران             |
| DZ-30 | Ouargla                              | ورقلة             |
| DZ-04 | Oum el Bouaghi                       | أم البواقي        |
| DZ-48 | Relizane                             | غليزان            |
| DZ-20 | Saïda                                | سعيدة             |
| DZ-19 | Sétif                                | سطيف              |
| DZ-22 | Sidi Bel Abbès                       | سيدي بلعباس       |
| DZ-21 | Skikda                               | سكيكدة            |
| DZ-41 | Souk Ahras                           | سوق أهراس         |
| DZ-11 | Tamanrasset                          | تمنراست           |
| DZ-12 | Tébessa                              | تبسة              |
| DZ-14 | Tiaret                               | تيارت             |
| DZ-37 | Tindouf                              | تندوف             |
| DZ-42 | Tipaza                               | تيبازة            |
| DZ-38 | Tissemsilt                           | تسمسيلت           |
| DZ-15 | Tizi Ouzou                           | تيزي وزو          |
| DZ-13 | Tlemcen                              | تلمسان            |

Ghi chú
1. ↑  Chỉ để tham khảo, tên tiếng Ả Rập trong tập lệnh tiếng Ả Rập không được bao gồm trong tiêu chuẩn ISO 3166-2.